# Vetralla
Vetralla là một đô thị ở tỉnh Viterbo, 18 km về phía nam của tỉnh lỵ, bên sườn đồi Monte Fogliano.
Dân số đô thị này thời điểm ngày 31 tháng 12 năm 2004 là 12459 người.
Vị trí ở trung tâm của Etrusca và bị chiếm đóng liên tục từ thời kỳ đầu Trung Cổ. 